# Stowarzyszenie Dziennikarzy Tel Awiwu
Stowarzyszenie Dziennikarzy Tel Awiwu (hebr. בית העיתונאים על שם סוקולוב) jest organizacją społeczną i zawodową skupiającą dziennikarzy, utworzoną w 1935 w Tel Awiwie.

## Historia

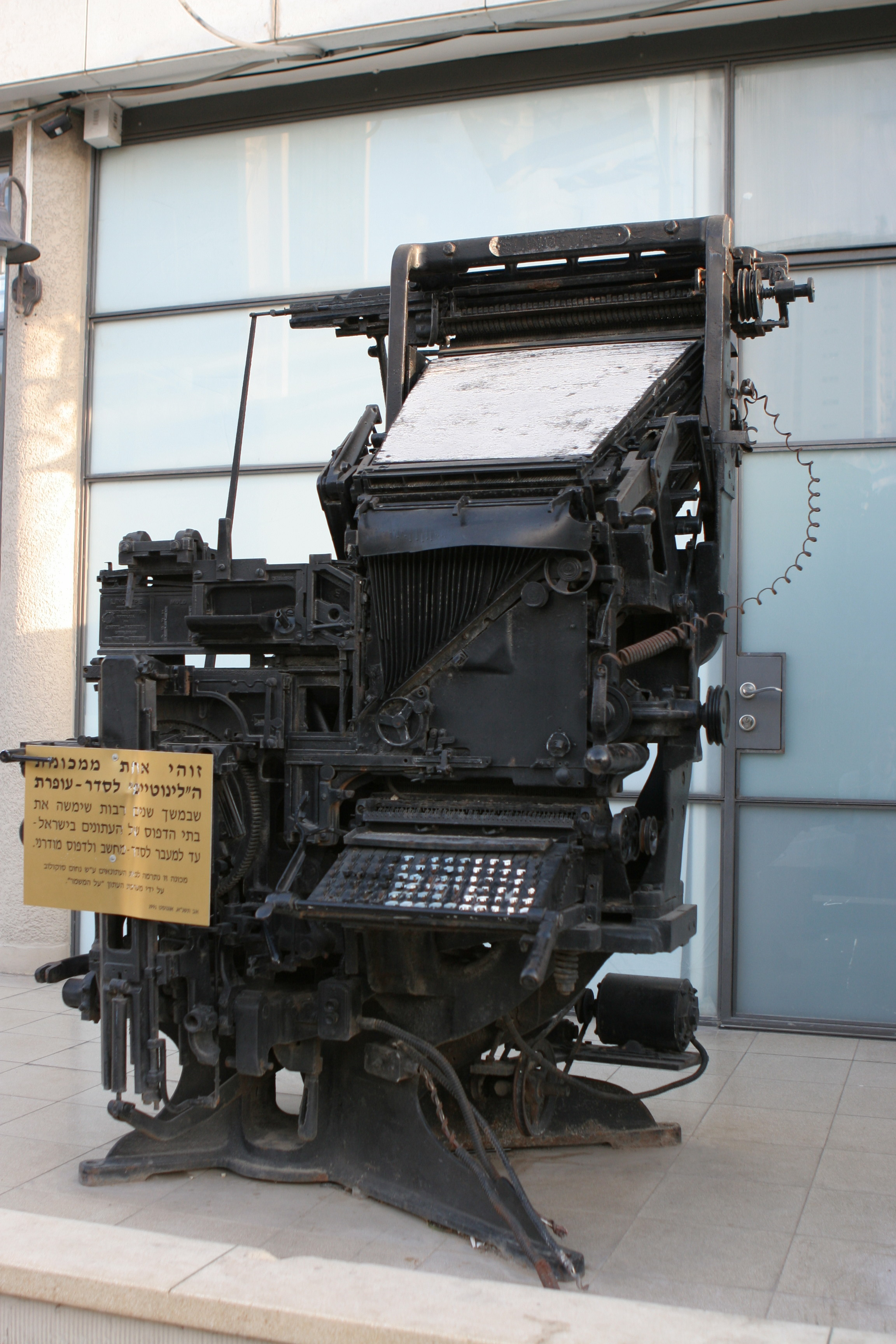
Zabytkowa maszyna drukarska w „Domu Sokołowa”

Pierwsza organizacja dziennikarzy w Tel Awiwie powstała w grudniu 1934 jako niezależne stowarzyszenie zawodowe. W owym czasie w mieście wydawane były dwie hebrajskie gazety codzienne i jedno czasopismo społeczno-polityczne Ha-Arec. Trudna sytuacja gospodarcza dziennikarzy spowodowała, że podjęli oni inicjatywę utworzenia organizacji zawodowej. Jej pierwszymi członkami zostali: J. Ben-Dor, Szimon Samet, Uri Imperial  Spotkanie założycielskie Stowarzyszenia Dziennikarzy Tel Awiwu odbyło się w dniu 11 stycznia 1935 w Jascha Heifetz. Początkowa liczba członków wynosiła 27, pomimo faktu, że aktywnych zawodowo dziennikarzy było dużo więcej.
Przez pierwsze lata swojego istnienia stowarzyszenie działało bez budżetu i organizacji. Sytuacja poprawiła się pod koniec lat 30. XX wieku, kiedy przewodnictwo nad stowarzyszeniem przejął Josef Heftman. Powiedział on, że „dziennikarze odgrywają ważną rolę w osadnictwie w Ziemi Izraela, dlatego musimy udowodnić, że dziennikarze są pracowici.” Stworzył on podstawy organizacyjne, rozpoczynając pracę jako przewodniczący stowarzyszenia. Sekretarzem został Mosze Ron z Jedi’ot Acharonot. Pierwsze biuro powstało przy 109 Rothschild Boulevard.
W latach 1934–1939 nastąpił gwałtowny rozwój żydowskiego dziennikarstwa w Mandacie Palestyny. Pojawiło się dziewięć dzienników hebrajskich, jeden angielski i sześć niemieckich. Dodatkowo wydawano 18 czasopism, 6 tygodników, 24 magazyny i 8 kwartalników. Rozwój prasy wiązał się ze wzrostem zatrudnienia dziennikarzy, jednak nie wszyscy z nich chcieli zostać członkami Stowarzyszenia. W 1935 Stowarzyszenie liczyło 100 członków. Nowe biuro znajdowało się przy 27 Rothschild Boulevard (siedem pokoi). W 1939 Josef Heftman i Mosze Ron zaproponowali aby biuro nosiło nazwę „Dom Sokołowa” (hebr. בית סוקולוב, Beit Sokolow), na cześć pisarza i lidera ruchu syjonistycznego Nahuma Sokołowa. Do najważniejszych zadań działalności biura należało dbanie o interesy zawodowe dziennikarzy w Tel Awiwie (ustalanie podstawowych warunków pracy). Następnie biuro aktywnie angażowało się w absorpcję dziennikarzy, którzy przyjeżdżali z Europy (większość z nich pochodziła z Polski). Stowarzyszenie zapewniało im pomoc medyczną i pomagało w znalezieniu miejsc pracy.
Wkrótce biuro Stowarzyszenia stało się siedzibą konferencji prasowych dotyczących wszystkich obszarów życia społeczności żydowskiej. Powstał tutaj „Klub Prasy”, w którym regularnie spotykali się z dziennikarzami żydowscy przywódcy, ekonomiści i biznesmeni. Miejsce to stało się centrum public relations przedstawicieli osiedli żydowskich i ruchu syjonistycznego. W 1945 na 178 dziennikarzy, 131 było członkami Stowarzyszenia. W okresie wojny domowej w Mandacie Palestyny centrum prasowe Beit Sokolow zdołało zachować bezstronność w wewnętrznych sporach pomiędzy żydowskimi organizacjami paramilitarnymi Hagana, Irgun i Lechi. Dziennikarze otwarcie występowali przeciwko brytyjskim władzom mandatowym.

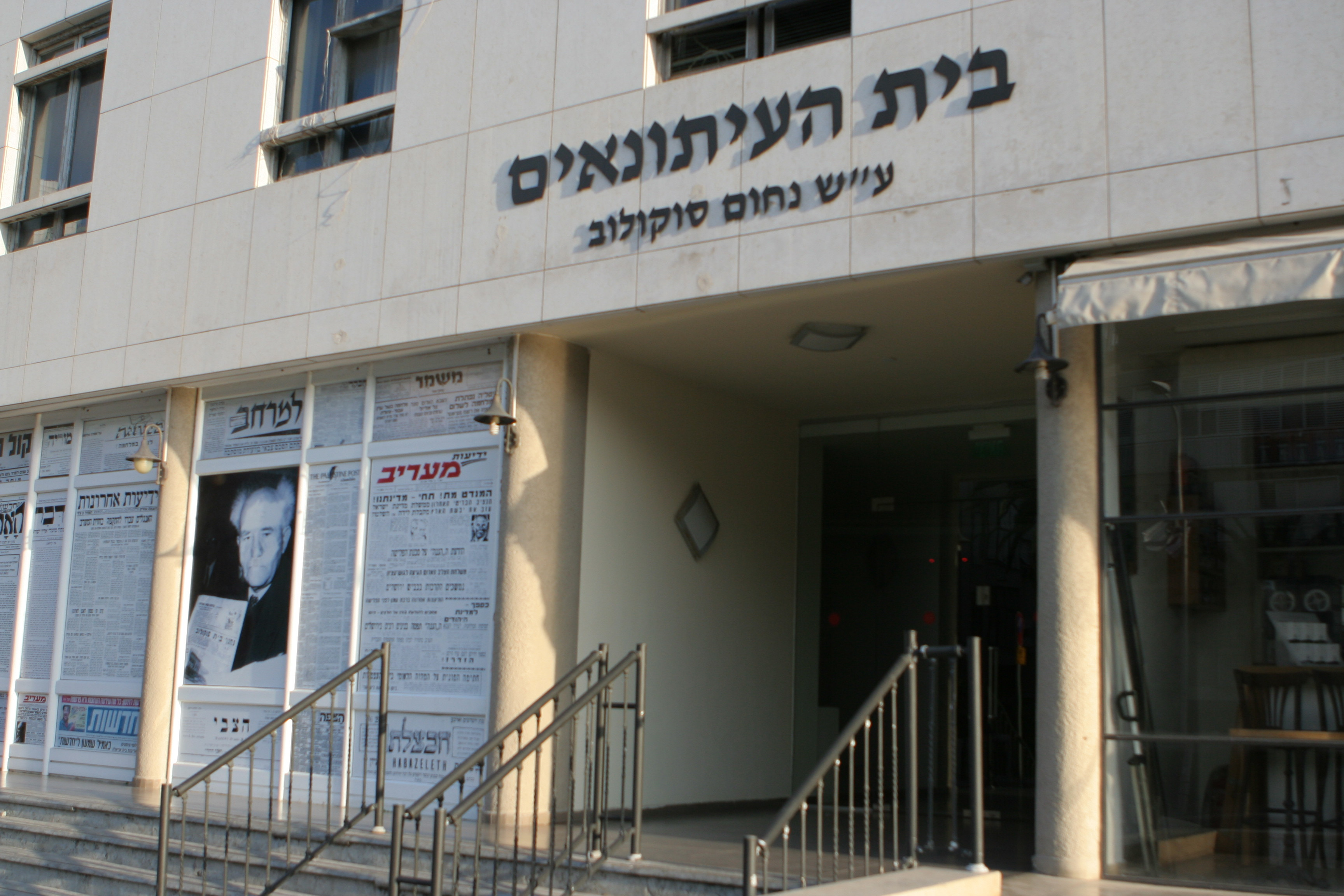
Wejście do „Domu Sokołowa”

Wraz z ustanowieniem w 1948 niepodległego państwa Izrael nastąpił nowy rozdział w historii izraelskiej prasy. W Tel Awiwie pojawiło się 19 dzienników, a liczba członków Stowarzyszenia wzrosła do 250. Dzięki pomocy finansowej ze strony międzynarodowych organizacji żydowskich w latach 1953–1957 wybudowano nową siedzibę Stowarzyszenia przy ulicy Kaplan. Uroczystość otwarcia odbyła się 3 kwietnia 1957 z udziałem prezydenta Jicchaka Ben Cewiego i premiera Dawida Ben Guriona.

## Działalność
„Dom Sokołowa” jest centrum działalności prasowej w Izraelu i służy jako miejsce organizacji wielu konferencji prasowych. Ponadto odbywają się tutaj konferencje, sympozja i szkolenia z dziennikarstwa, literatury, sztuki, teatru, ekonomii i innych.